# Buddy
BUDDY（1983年1月8日—），本名凌一凡，出生于北京，中国大陆女漫画家、插画家、漫画讲师，代表作《美味季节》、《魂音》。血型是A型。

## 主要作品
- 《美味季节》（2004年，漫友，单行本全5卷）
- 《蒲公英》（2009年，漫友）
- 《20/TWENTY》（2010，本色）
- 《天堂的来电》（2010年，漫画SHOW）
- 《魂音》（2010年，漫画SHOW，单行本出版1-6卷）
- 《初·末ONCE AGAIN》（2011年-2012年，天漫，脚本：风息神泪，全一卷） ISBN 9787535652959

## 画集
- 《彩虹的水滴》（2003年）
- 《彩虹的水滴Ⅱ》（2005年）
- 《忆》（2012年）

## 曾获奖项
- 2006年，英国MACMILLAN童书大赛优秀奖
- 2009，第6届金龙奖最佳插画奖

## 带外公看世界
BUDDY曾於微博上称外公患癌，希望网友带着外公画像於世界各地拍照，亲情行动感人被转发数万次。但數日後BUDDY发布自己新书出版的消息，「带外公看世界」疑被指為炒作。

事后，BUDDY停止参与自己多部新书的所有宣传活动，以此对媒体“炒作”一说进行表态与抗议。
1. ↑  .   [2014-05-13]. （原始内容存档于2014-05-14）.